# Jōkoku-ji (Kaminokuni)
Jōkoku-ji (上国寺) é um templo budista Jōdo shū localizado em Kaminokuni, Hokkaido, Japão. Originalmente fundado como templo Shingon em meados do século XV, o Hondō (本堂) de 1757/8 foi designado como uma das Importantes Propriedades Culturais do Japão.